# Kirche Roda (Ilmenau)

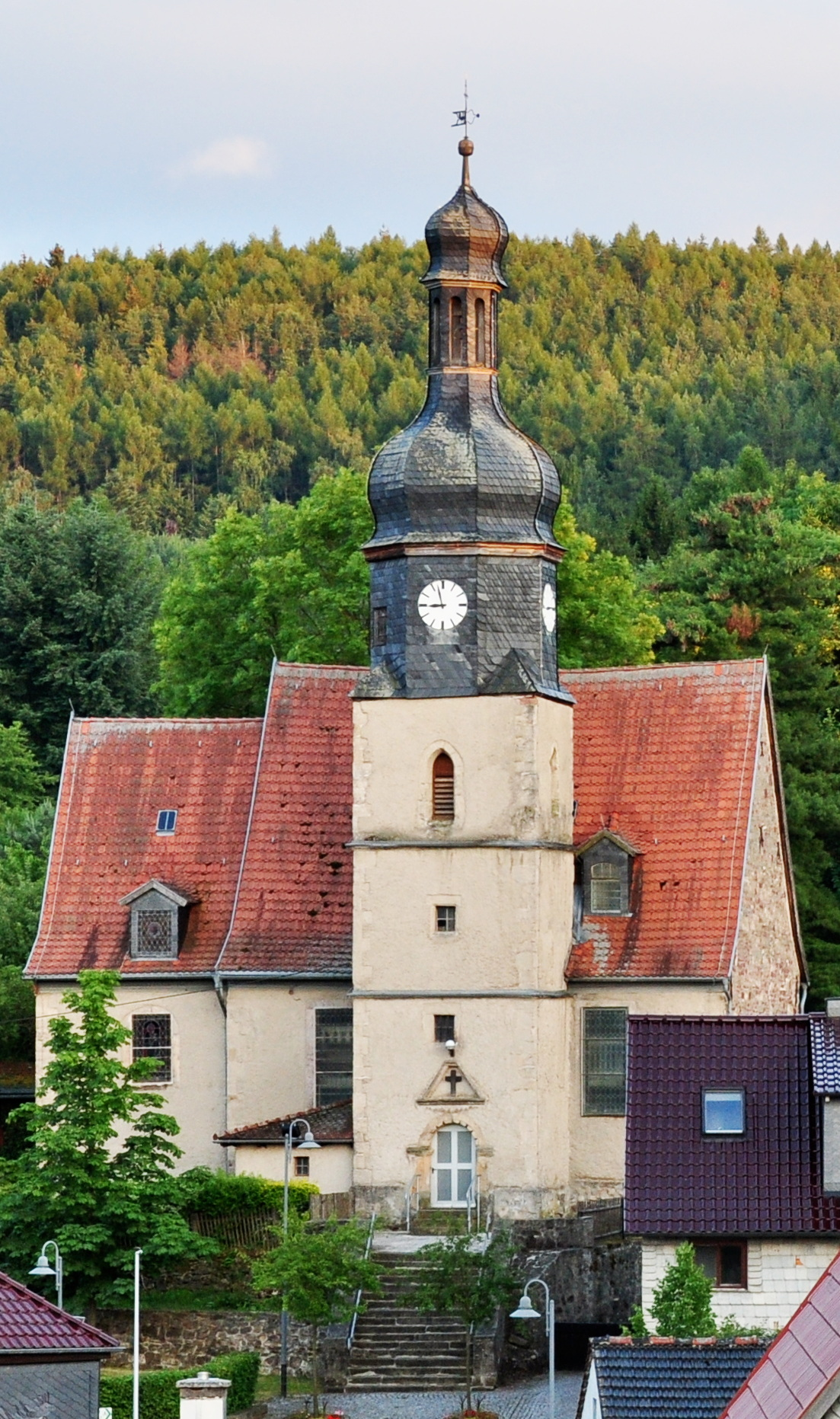
Kirche Roda

Die evangelisch-lutherische Dorfkirche Kirche Roda steht in Roda, einem Ortsteil der Stadt Ilmenau im Ilm-Kreis (Thüringen). Die Kirchengemeinde Ilmenau-Roda gehört zum Pfarrbereich Ilmenau im Kirchenkreis Arnstadt-Ilmenau der Evangelischen Kirche in Mitteldeutschland.

## Beschreibung
Die mit einem Satteldach bedeckte Saalkirche hat einen eingezogenen rechteckigen Chor, der ebenfalls mit einem Satteldach bedeckt ist. Im Norden befindet sich der Kirchturm. Mit den Bauarbeiten wurde 1573 begonnen und etwa 1630 wurden sie beendet. Der achtseitige schiefergedeckte Aufsatz des Turms, der eine Haube mit einer darauf sitzenden Laterne trägt, entstand nach 1696, ebenso die Fenster und das Portal am Nordturm, das einen Bogen mit Diamantquadern hat. Die Kirche wurde 1894 renoviert. Im Westen wurden Stützpfeiler angebaut, die Kirchenausstattung wurde erneuert. Der Innenraum der Kirche verfügt über zweigeschossige Emporen und ist mit einem hölzernen Tonnengewölbe überspannt. An der Empore über dem Altar befindet sich der Kanzelkorb aus dem 18. Jahrhundert.

## Orgel

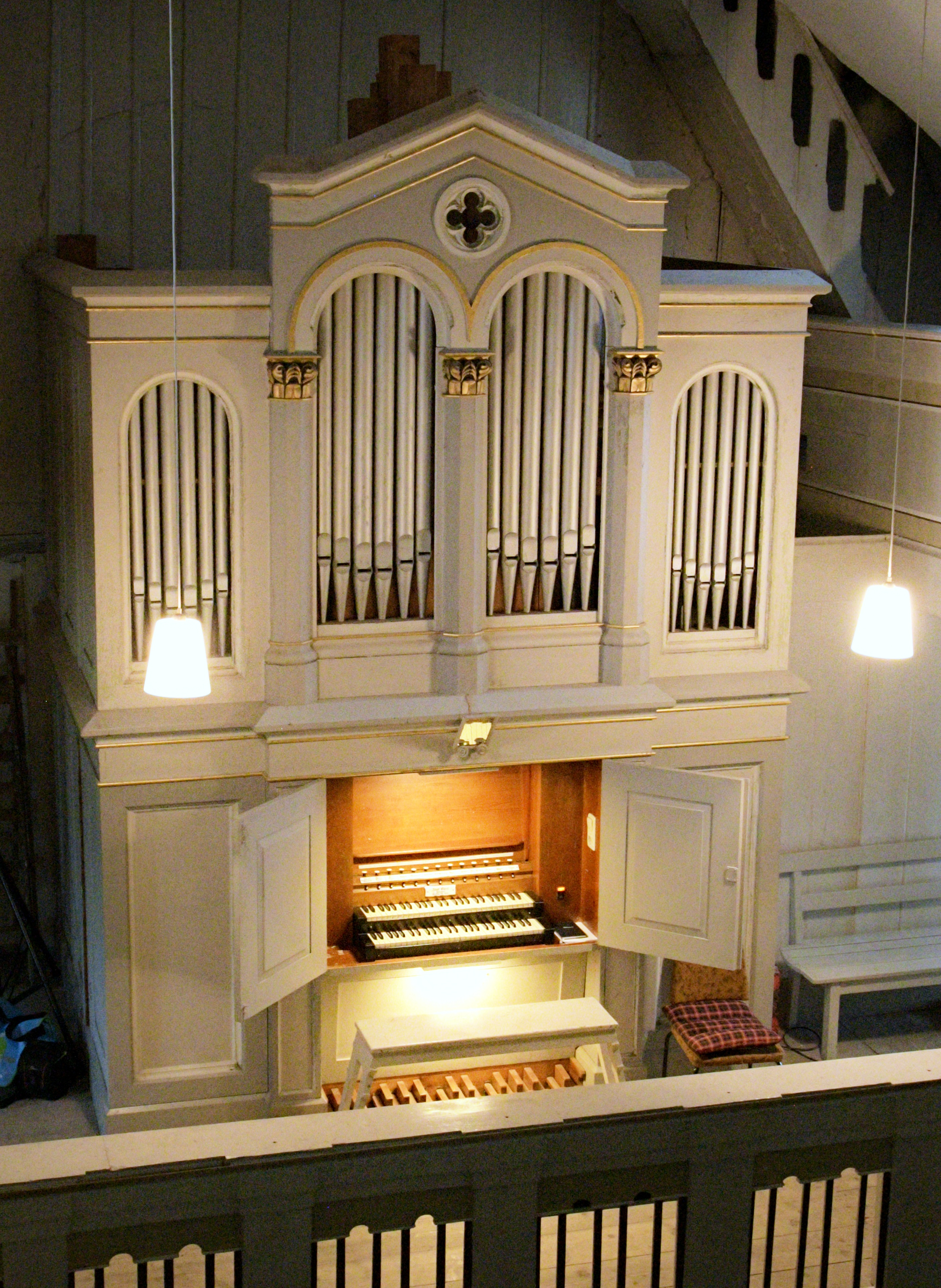
Eifert-Orgel in der Kirche von Ilmenau-Roda

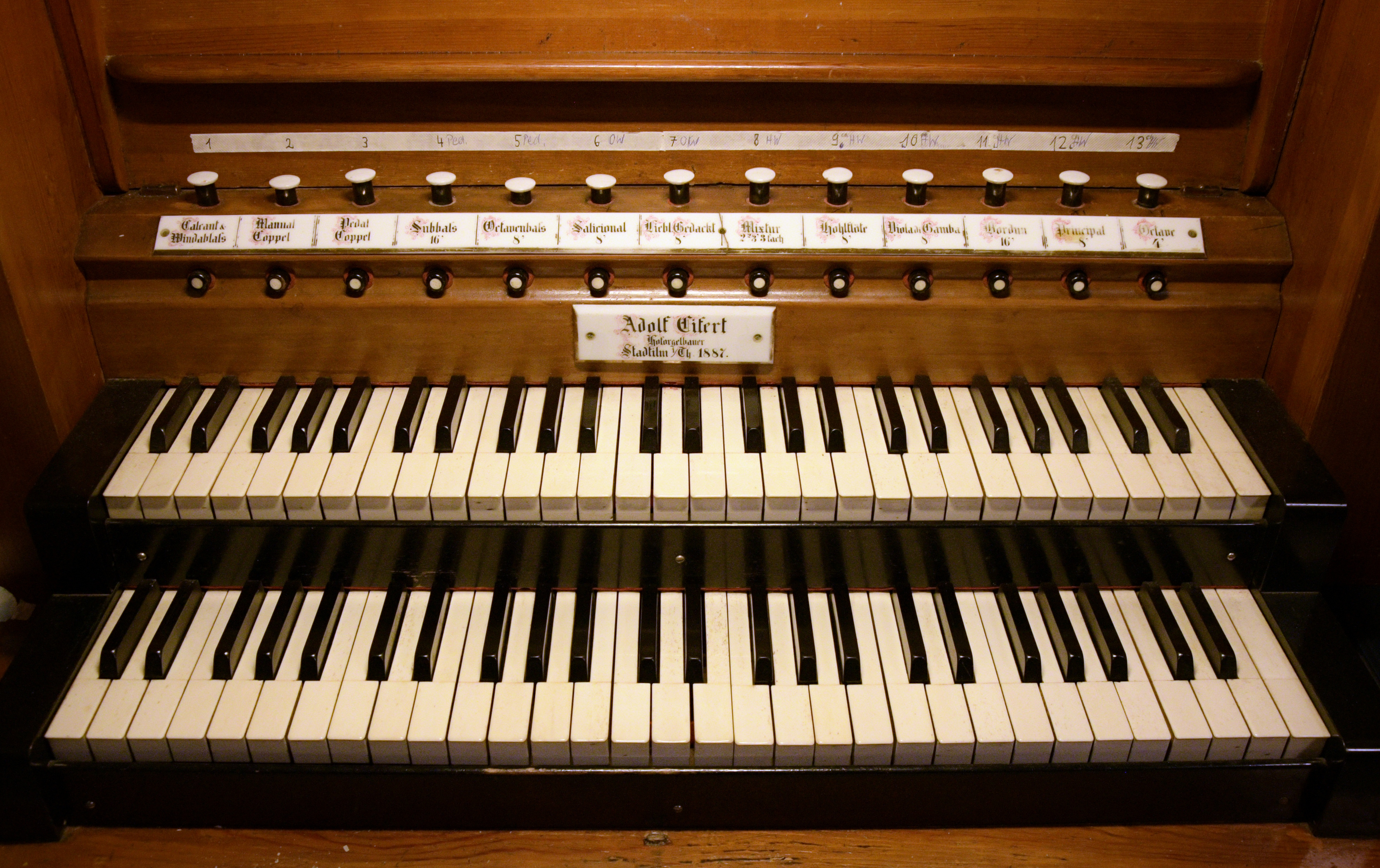
Manuale und Register am Spieltisch der Eifert-Orgel

Die Orgel befindet sich gegenüber dem Altar und wurde 1887 von Adam Eifert gebaut.
Sie verfügt über zehn Register, verteilt auf zwei Manuale und Pedal, und mechanische Kegelladen. In den Jahren 1993/1994 war die letzte Renovierung, im Jahr 1999 wurde die Orgel restauriert.
Die Disposition lautet seit 1887 entsprechend den Registerbezeichnungen am Spieltisch:
| I Hauptwerk C–f3 |       |
| Bordun           | 16′   |
| Principal        | 8′    |
| Hohlflöte        | 8′    |
| Viola di Gamba   | 8′    |
| Octave           | 4′    |
| Mixtur III       | 2 ⁄3′ |

| II Oberwerk C–f3 |    |
| Liebl. Gedackt   | 8′ |
| Salicional       | 8′ |

| Pedal C–d1  |     |
| Subbass     | 16′ |
| Octavenbass | 8′  |

- Koppeln: II/I, I/P
- Stimmung:
  - gleichstufig
  - Tonhöhe: a1 etwa 449 Hz bei 18 °C[5]